# Pseudantechinus roryi
Pseudantechinus roryi és una espècie recentment descrita de petits marsupials carnívors que viuen en afloraments a Austràlia Occidental. No se sap res del seu comportament, però se suposa que és semblant al dels altres membres del gènere Pseudantechinus.